# (31048) 1996 PO9
1996 بي أو 9 (ويعرف أيضًا باسم (31048) 1996 بي أو 9 وفق تسمية الكوكب الصغير) (بالإنجليزية: 1996 PO9)‏ هو كويكب ضمن حزام الكويكبات؛ وترتيبه 31048 من حيث الاكتشاف.
اكتُشف هذا الجُرم الفلكي بواسطة Terry Handley ‏ في 11 أغسطس 1996.

## وصلات خارجية
- (31048) 1996 PO9 في قاعدة بيانات مختبر الدفع النفاث لأجرام النظام الشمسي الصغيرة

- الاكتشاف · مخطط المدار ·  العناصر المدارية · المعلمات المادية

- (31048) 1996 PO9 على موقع ويكي سكاي: DSS2, SDSS, GALEX, IRAS, Hydrogen α, X-Ray, Astrophoto, Sky Map, Articles and images